# Pietra del Bagno
Pietra del Bagno è una piccola isola dell'Italia, appartenente all'arcipelago delle isole Eolie, in Sicilia.
Si tratta di uno scoglio situato a meno di 500 m dalla costa occidentale dell'isola di Lipari; di origine vulcanica, è alto 21 m e ampio 2100 m².

## Flora e fauna
Sullo scoglio nidifica il gabbiano reale mediterraneo ed è presente un ristretto numero di invertebrati, tra i quali la cimice rosso nera, il ragno Scytodes velutina e il coleottero Ochtebius quadricollis.
La specie vegetale dominante è il malvone maggiore; sono inoltre presenti l'enula marina e l'erba cristallina stretta.